# 213

## Nașteri
- dată necunoscută: Grigore Taumaturgul episcop creștin din Asia Mică (d. 270)